# Amyxa
- Commons
- Wikispecies

Amyxa Tiegh. é um género botânico pertencente à família Thymelaeaceae.

## Espécies
Apresenta três espécies:
- Amyxa kutcinensis
- Amyxa pluricornis
- Amyxa taeniocera